# Владивостокская крепость
Владивосто́кская кре́пость — комплекс уникальных долговременных оборонительных сооружений, построенный в конце XIX — начале XX века во Владивостоке и его окрестностях. При постройке был учтён опыт Русско-японской войны, поэтому крепость является наиболее укреплённой из всех крепостей, строившихся и перестраивавшихся в данное время. К 1914 году строительство крепости было завершено примерно на 2/3, однако даже в связи с началом Первой мировой войны строительные работы не останавливались. И только после Февральской и Октябрьской революций работы над крепостью окончательно прекратились.

## Особенности крепости
Крепость принадлежит к числу самых мощных приморских крепостей мира, создавалась исключительно русскими военными инженерами и строителями, солдатами, сапёрами. К началу Первой мировой войны это была одна из немногих крепостей, которая имела надёжную оборону со стороны суши. В ней были учтены все недостатки, повлёкшие падение Порт-Артура в 1904 году. В то время крепость имела около пятидесяти береговых батарей, способных противостоять самым мощным кораблям противника, шестнадцать фортов, десятки береговых капониров и полукапониров, множество опорных пунктов и сухопутных батарей. Все основные сооружения снабжались электроэнергией и соединялись между собой дорогами и подземными кабелями связи. Обеспечивалось быстрое развёртывание минных заграждений совместно с флотом. На нескольких основных фортах для защиты от артиллерийского огня были возведены семь тоннельных и одна казематированная казарма, более трёх километров подбрустверных галерей и шесть километров тоннельных ходов.
Крепостные сооружения строились с учётом всех достижений фортификационной науки того времени. Они прекрасно вписаны в пересечённый рельеф местности, что значительно увеличивает их боевые возможности. Примечательно, что неприступная крепость была возведена всего за несколько лет перед началом Первой мировой войны. Строительство шло в гористой труднодоступной местности, впервые в практике фортификационных работ были широкомасштабно использованы подвесные канатные дороги. Благодаря им, а также применению компрессоров, бетономешалок, электростанций и прочей механизации получилось достичь высоких темпов строительного производства.
Качество и прочность возведённых сооружений и их последующая модернизация позволили сохранить своё значение в течение нескольких десятилетий. Это послужило одной из причин, по которым японское правительство не решилось вступить в войну на стороне гитлеровской Германии.

## Этапы строительства
По типу (и масштабу) возводимых укреплений строительство можно разделить на три этапа:
1. Создание крепости (1889—1899 годы)
2. Строительство второй линии обороны крепости (1899—1905 годы)
3. Проектирование и возведение главной линии обороны крепости (1906—1918 годы)

## Строительство главной линии обороны

### Причины укрепления крепости
5 сентября 1905 года был подписан мирный договор в Портсмуте, и закончилась Русско-японская война. Согласно договору Россия уступала Японии арендные права на Ляодунский полуостров с Порт-Артуром и Дальним. В том числе Россия теряла южную ветку КВЖД до станции Куаньченцзы, южную часть острова Сахалин, и разрешала японский рыбный промысел в своих территориальных водах на невыгодных условиях. У России осталось право держать в Тихом океане только два крейсера и все оставшиеся в наличии миноносцы. Владивосток, конечный пункт Транссибирской железной дороги, оказался единственной военно-морской базой России у Тихого океана, единственным оборудованным торговым портом на Дальнем Востоке. Значение Владивостокской крепости резко возросло, теперь она без помощи флота должна была самостоятельно препятствовать всем возможным действиям неприятеля в северной части залива Петра Великого и не допускать возможности использования неприятелем хорошо оборудованного Владивостокского порта в качестве операционной базы и пункта снабжения войск. Однако состояние оборонительных сооружений крепости было неудовлетворительным. Кроме того, окончание Русско-японской войны совпало с известными революционными выступлениями во Владивостоке в октябре 1905—январе 1906 годов.
К началу 1906 года крепость имела около тридцати береговых батарей. Многие из них, прикрывающие наиболее важные участки побережья, были временными, их орудия были установлены на деревянных основаниях, преобладали устаревшие артиллерийские системы. Несмотря на то, что со стороны моря крепость была сносно защищена, ситуацию на сухопутном фронте можно признать катастрофической. Крепостной обвод, спроектированный в 1899 году, устарел, поскольку подходил слишком близко к городу и не защищал порт от обстрела осадной артиллерией. Его казематированные сооружения имели своды толщиной 1,2 метра, которые не могли обеспечить защиту от огня 11-дюймовых гаубиц, столь умело использованных японцами у Порт-Артура. Этот обвод не был даже полностью сомкнут — участок оборонительной ограды от форта Графа Муравьёва-Амурского до люнета № 3 построен так и не был.
Основными опорными пунктами на главной линии обороны остались два только начатых, «Северный» и «Северо-Восточный». В 1904—1905 годах они были приспособлены к обороне, но рассчитывать на их упорное сопротивление было нельзя.
Тогда был поставлен вопрос о судьбе крепости. Были созданы комиссии, которые разрабатывали вопросы о её усилении. 16 апреля 1907 года крепость была причислена к 1-му классу, её штабу присвоили соответствующий штат в соответствии с высочайшим повелением Николая II.

### Ход строительства
В 1910 году сложился окончательный вариант проекта, знакомый нам сегодня своим материальным воплощением. По проекту предполагалось построить форты № 1—7 и опорные пункты литер А, Б, В, Г, Д, Е, Ж и 3 по южному борту долины Седанки от Уссурийского до Амурского залива, форты № 9—12 на южном и восточном берегах Русского острова, тоннельные погреба, казематированный мясохолодильник на Первой Речке, аэродром на Второй Речке, свыше 200 км шоссированных дорог и множество других вспомогательных объектов.
Артиллерийское вооружение крепости должны были составить:
- На сухопутном фронте — 1290 орудий и 268 пулемётов; из них: орудий дальнего боя — 572, орудий ближнего боя — 718, пулемётов — 268, полупудовых мортир — 64, ракетных станков — 36.
- На береговом фронте — 316 орудий и 56 пулемётов; из них: орудий дальнего боя — 212, орудий ближнего боя — 104, пулемётов — 56, ракетных станков — 36.

Гарнизон крепости должен был иметь: 48 батальонов пехоты, 15 батальонов крепостной артиллерии, восемь запряжённых батарей полевых и горных, два сапёрных батальона, один минный батальон, один телеграфный батальон, один железнодорожный батальон, две воздухоплавательные роты, три казачьи сотни.
Все укрепления, в отличие от сооружений проекта 1899 года, недостатки которых выявились ещё в ходе обороны Порт-Артура, имели много казематированных и подземных сооружений, толщина бетонных покрытий обеспечивала защиту при обстреле из 280-мм орудий. Проектированием фортов на полуострове Муравьёва-Амурского руководил помощник Строителя крепости военный инженер полковник А. П. Шошин, а на Русском острове помощник Строителя крепости военный инженер полковник А. Л. Фёдоров.
Проектировщики старались не копировать типовые проекты, а в соответствии с горными условиями местности придавали фортам конфигурацию, точно соответствующую рельефу, который не нарушался, а огневые сооружения рассредоточивали на большой площади, что затрудняло пристрелку артиллерии противника. Все эти смелые отступления от установленных правил учебной долговременной фортификации в связи с весьма почтительным отношением ко всем капризам чрезвычайно пересечённой местности делают из каждого отдельного укрепления всегда оригинальный и в большинстве случаев талантливый пример современного фортификационного искусства. Форты соединялись друг с другом кольцевой (рокадной) магистральной шоссированной дорогой, а с центром крепости — радиальными магистралями. Рокадных дорог на всем протяжении оборонительных линий было оборудовано не менее двух, чтобы иметь возможность для манёвра войсками вдоль позиций даже при обстреле какого-то участка шоссе. Все дороги прокладывались по обратным скатам высот вне сферы наблюдения со стороны направлений атаки вероятного противника.
Посредством подземных кабельных линий телеграфа и телефона все форты, батареи, погреба, казарменные городки и иные важные объекты были включены в коммутатор Штаба крепости.
В январе 1913 года в упраздняемой крепости Варшава были проведены испытания на прочность, по результатам этих и других полигонных опытов рекомендовали увеличить толщины бетонных конструкций. При получении информации о первых результатах опытов, во Владивостоке, не дожидаясь инструкций и приказов, приступили к усилению бетонных конструкций. С уже готовых сооружений снимали земляную обсыпку, усиливали своды и напольные стены бутовой кладкой из прочного камня толщиной до 5 м и снова засыпали землёй. Своды сооружений, подверженных прямому воздействию неприятельской артиллерии (подбрустверные галереи, участки потерн, расположенные близко к поверхности, казармы), изнутри укрепляли изогнутыми по форме потолка швеллерами, для чего пришлось вручную вырубать под них жёлоба. При возведении новых сооружений жёлоба в сводчатых конструкциях формовали заранее, а покрытия убежищ противоштурмовых орудий и кофров делали плоскими, оставляя жёлоба для укладки двутавровых балок вплотную друг к другу. Между покрытием и металлическим усилением набивали прослойку из асфальтобетона для гидроизоляции. Впоследствии на некоторых укреплениях от этой схемы работ отказались и стали укладывать бетон непосредственно по противооткольным конструкциям, прикрытым сверху слоем асфальта.
Бетонные сооружения на фортах проекта 1910 года внешне отличаются от сухопутных укреплений, построенных в 1900—1904 гг. Во-первых, новые постройки, получившие в 2—3 раза более мощные, против прежнего, конструкции покрытий, значительно выше старых. Например, высота кофров от уровня земли в ряде случаев достигает 8 метров. Во-вторых, сооружения 1910 года почти полностью лишены «архитектурных излишеств», исключением из правила можно отчасти считать повсеместное применение металлических козырьков, выполняющих функции карниза. Последнее обстоятельство отражало общемировую тенденцию к упрощению внешнего вида фортификационных сооружений, наметившуюся в 80-е годы XIX века в связи с переходом к новому строительному материалу — бетону. Таким образом, бетонные казематированные постройки 1900—1904 гг. имеют элементы гражданской архитектуры — карнизы, наличники на окнах, а также, за счёт своих незначительных габаритов, соразмерны одноэтажным зданиям. Сооружения же 1910—1915 гг. представляют собой бетонные массивы, фасады которых формируются «игрой» больших, тщательно отделанных, плоскостей.
В мае 1913 года в одном из приказов А. П. Шошин писал: «1. Все без исключения сооружения, кроме прочности и устойчивости должны быть безупречно выполнены и с внешней стороны. 2. Отсутствие тщательности работ в этом отношении, грубый и некрасивый вид постройки характеризует недостаточные внимание и любовь строителя к своим произведениям, а на постороннего наблюдателя производит впечатление небрежности. Все до последних мелочей должно быть сделано аккуратно, правильно и чисто. Все линии постройки, углы, рёбра, линии пересечения сводов, плоскости, поверхности и прочее должны быть геометрически совершенно правильны, отвесные линии действительно отвесные, а горизонтальные действительно горизонтальные». Забота о внешнем виде сооружений не была каким-то личным капризом А. П. Шошина, поскольку, как он заметил в разговоре с военным министром в 1914 году: «Основной идеей усиления крепости служит девиз: „Русские здесь остаются навсегда“».
1914 год стал переломным в строительстве — началась Первая мировая война. Сразу же прекратились поставки цемента, которые раньше осуществлялись морем из Новороссийска, поскольку Турция закрыла черноморские проливы. Первоначально темпы строительства не уменьшались, поскольку в крепости были накоплены большие запасы цемента, но с 1915 года по мере затягивания войны ситуация стала ухудшаться.
К концу 1916 года были готовы примерно на две трети все 11 фортов (на многих из них остались не построены лишь горжевые казармы), все намеченные постройкой дороги, два опорных пункта, пять береговых батарей долговременного типа и четыре для 120-мм орудий Виккерса, 21 береговой капонир, 8 групп тоннельных пороховых погребов.
На фортах и опорных пунктах «Северного отдела» было оборудовано 2641 погонный метр бетонных линий огня для стрелков, 24 барбета для выкатных орудий, построен 21 кофр и капонир для обороны рвов и проволочных заграждений (ещё один кофр на форту № 6 был готов на две трети), а также четыре полукапонира для фланкирования межфортовых промежутков. Было построено 25 убежищ для выкатных противо-штурмовых орудий и пулемётов на крепостных станках, семь туннельных (в том числе три на форту № 6 и два на форту № 2) и одна казематированная казарма, 2468 пог. м подбрустверных галерей, 2756 пог. м контрминных галерей и 5516 пог. м тоннельных ходов сообщения и потерн.
На фортах «Южного отдела» (Русский остров) построили 882 пог. м бетонных линий огня для стрелков, 18 барбетов для выкатных орудий, четыре кофра для фланкирования рвов (ещё один двойной кофр на форту № 9 был готов наполовину). Было построено 12 убежищ для выкатных орудий, 666 пог. м подбрустверных галерей, 593 пог. м контрминных галерей и 480 пог. м потерн.
До обороноспособного состояния довели ещё четыре опорных пункта и семь береговых батарей. Однако, работы военного времени по своему масштабу не шли ни в какое сравнение с мирными годами. Подписание союзной конвенции с Японией превратило Владивосток в пункт, лежащий в глубочайшем тылу. Для нужд фронта сразу же началось изъятие вооружения и различных запасов. Материальная часть крепостной артиллерии также постепенно отправлялась на фронт, причём в первую очередь из крепости изымались наиболее современные артиллерийские системы. Из оставшихся на вооружении крепости наибольшей эффективностью обладали 9-дюймовые (229-мм) береговые мортиры образца 1877 года (системы Н. В. Маневского), которыми, в частности, оснащена была историческая «Петропавловская батарея» на полуострове Назимова.

### Крепость в межвоенные годы
В 1917 году были полностью прекращены строительные работы в крепости. На фортах, батареях и иных сооружениях остались только техники-смотрители. В штабе крепости работали ликвидационные комиссии, которые списывали или приходовали имущество Строительства. Однако можно считать, что в Управлении Строителя Владивостокских укреплений и на объектах сохранялся порядок. Примерно через год наступила «агония». Оставшиеся в крепости и вернувшиеся с фронтов военные инженеры честно пытались выполнить профессиональный долг, противодействовать растаскиванию строительного имущества. Начиналась так называемая «угольная и дровяная катастрофа», полностью обесценивались деньги, положение постоянно меняющейся власти было не ясно. Плавсредства Строительства, имущество военно-голубиной станции и телеграфной роты пошли с молотка на покрытие долгов. Часть строительных материалов была передана Владивостокскому военно-промышленному комитету на постройку судоверфи, на строительство аэродромов и ангаров во Владивостоке, Верхнеудинске, Харбине, Цицикаре, Нингуте, на станции Маньчжурия для нужд авиации войск адмирала А. В. Колчака. В конце 1918 года Управление Строителя Владивостокских укреплений было упразднено. Владивостокское крепостное инженерное управление просуществовало дольше — до 1923 года, выполняя функции инженерного снабжения войск. Эти учреждения время от времени претерпевали сокращения и без того небогатых штатов.
В 1923 году в связи с соглашением между японским командованием и командованием Народно-Революционной Армии Дальневосточной республики о демилитаризации Владивостока крепость была упразднена. К тому времени в Приморье уже установилась Советская власть. Оставшиеся вооружения были демонтированы, штабы и управления расформированы, фортификационные сооружения остались надолго заброшены.
Однако в начале 1930-х годов, в связи с оккупацией Японией Маньчжурии, началось восстановление крепости. Уже в 1932 году старые крепостные позиции на острове Русский и в бухте Золотой Рог получили первые 7 тяжёлых батарей, запланировано было строительство 150 бетонных дотов с пушечным и пулемётным вооружением.
Практически полное господство в регионе мощного японского военного флота, имевшего в своём составе современные линкоры, крейсера и эсминцы, при отсутствии там в составе советского флота крупных надводных кораблей, настоятельно требовало усилить Владивостокскую крепость мощной береговой артиллерией. В 1933 году здесь началось строительство батарей новых 180-мм морских пушек Б-1-К с дальностью стрельбы до 40 км, что позволяло орудиям, размещённым на островах Русский и Попова, перекрыть огнём Амурский и Уссурийский заливы, прикрыв все подступы с моря к Владивостоку.
Все тяжёлые батареи постройки 1930-х годов устанавливались на закрытых позициях и оснащались подземными и бетонными укрытиями, обеспечивавшими защиту погребов с боеприпасами и силовых станций от обстрела тяжёлой артиллерией и воздушных бомбардировок. Значительное внимание уделено было противопожарной безопасности, которую обеспечивала современная система аварийного орошения артиллерийских погребов с боеприпасами. Располагавшиеся на существенном удалении от огневых позиций командные пункты были связаны с батареями системой подземных галерей (потерн).
Помимо военнослужащих, в строительстве объектов крепости привлечено было значительное количество корейских и китайских наёмных рабочих, проживавших на территории Приморья.
В 1934 году крепость получила самую мощную батарею № 981, получившую название «Ворошиловской», расположенную в юго-восточной части острова Русский. Она оснащена была 305-мм морскими орудиями с дальностью стрельбы свыше 30 км, снятыми с отправленного на слом линкора «Полтава», и находилась в строю более 60 лет.
К началу Великой Отечественной войны в официальных документах Владивостокская крепость носила название «Береговой обороны главной военно-морской базы Тихоокеанского флота» (БО ГВМБ ТОФ) и насчитывала более 50 артиллерийских батарей и свыше 150 тяжёлых морских орудий. Её мощь стала одним из факторов, остановивших намерения военных кругов милитаристской Японии, несмотря на союз с гитлеровской Германией, напасть на Советский Союз.

### Крепость в военное и послевоенное время
Несмотря на то, что Владивосток никогда так и не был атакован флотом противника, несколько орудий крепости формально приняли участие во Второй мировой войне. В августе 1945 года 180-мм батарея № 250, располагавшаяся на острове Фуругельма, вела огонь по японским позициям на территории Кореи, поддерживая наступление советских войск.
В 1945 году крепость была оснащена артиллерийскими радиолокационными станциями, позволявшими вести огонь в тумане и в ночные часы.
В 1950-х годах большинство орудий крепости было списано, и лишь после обострения в 1969 году отношений с маоистским Китаем и вооружённым конфликтом на острове Даманский, она включена была во Владивостокский оборонительный район (ВЛОР), а на старых батареях устанавливались 85-мм полуавтоматические орудия, способные вести беглый огонь. Кроме того, возведено было около 20 новых батарей, в том числе оснащённых 57-мм зенитными установками СМ-24-ЗИФ, помимо них, созданы были импровизированные ДОТы из врытых в землю танков ИС-2, которые прикрывали шоссе Владивосток-Хабаровск в районе города Артём и пр. объекты.
В 1992 году в последний раз в крепости проведены были учения, в ходе которых «Ворошиловская батарея» 305-мм орудий показала высокую точность, выпустив 470-кг морской снаряд, который отклонился от заданной цели всего на 1,5 метра.

### Современное состояние
30 октября 1996 года во Владивостоке на территории крепостной батареи Безымянная был открыт музей «Владивостокская крепость», посвящённый истории Владивостокской крепости.
Форт № 7 сдан в аренду и превращён в музей. Батарея «Петропавловская мортирная» сдана в аренду казакам Уссурийского казачьего войска (на апрель 2017 их уже там нет, батарея свободна для осмотра).
- Открытая экспозиция
- П-500 «Базальт»
- М-1 «Волна»

- Экспозиция в казематах батареи Безымянная

Летом 2016 года некая коммерческая структура, без всякого на то разрешения начала распил орудий батарей крепости на металлолом. Возбуждено уголовное дело по статье 243 Уголовного кодекса РФ «Уничтожение или повреждение памятников истории и культуры народов Российской Федерации» по факту разделки на металлолом орудий памятника федерального значения «Батарея башенная береговая артиллерийская № 220» бывшего Хасанского сектора береговой обороны дальних подступов к базе военно-морского флота «Владивосток» времён Второй мировой войны..
В 2019 году во исполнение поручения президента РФ Владимира Путина на базе крепости создан первый в Приморье федеральный музей-заповедник «Владивостокская крепость», задачей которого является обеспечение сохранности и популяризации уникального объекта культурного наследия федерального значения — «Комплекс фортификационных сооружений Владивостокской крепости», включающего сотни различных объектов в окрестностях Владивостока, имеющих различные формы собственности и разную степень сохранности. Первая экспозиция музея-заповедника была открыта в сентябре 2019 года и первыми её увидели участники V Восточного экономического форума.

## Организация и штат крепости
В состав крепости входили:
1-я Владивостокская крепостная артиллерийская бригада
- 1-й Владивостокский крепостной артиллерийский полк,
- 2-й Владивостокский крепостной артиллерийский полк,

и
2-я Владивостокская крепостная артиллерийская бригада
- 3-й Владивостокский крепостной артиллерийский полк,
- 4-й Владивостокский крепостной артиллерийский полк,

а также Владивостокская крепостная сапёрная бригада.

## Руководство крепости

### Коменданты крепости
- xx.xx.1888-xx.xx.1891 — генерал-майор Аккерман, Николай Юльевич
- 04.05.1902-25.01.1905 — и. д. генерал-майор Воронец, Дмитрий Николаевич
- 25.01.1905-07.03.1906 — генерал-лейтенант Казбек, Георгий Николаевич
- xx.12.1905-10.01.1906 — вр. и. д. генерал-лейтенант Селиванов, Андрей Николаевич
- xx.xx.1906-xx.xx.1906 — вр. и. д. генерал-майор Модль, Озвы Альфредович
- xx.01.1906-xx.xx.1906 — вр. и. д. генерал-майор Артамонов, Леонид Константинович
- 07.03.1906-01.07.1908 — генерал-майор (с 13.07.1908 генерал-лейтенант) Ирман, Владимир Александрович
- 11.05.1912-07.08.1913 — генерал-лейтенант (с 06.12.1912 генерал от артиллерии) Нищенков, Аркадий Никанорович
- 07.08.1913-xx.xx.1915 — генерал-лейтенант Саввич, Сергей Сергеевич

### Начальник штаба крепости
- 21.12.1887-16.05.1889 — полковник Надаров, Иван Павлович
- 31.07.1902-01.03.1913 — подполковник (с 06.12.1904 полковник; с 06.12.1910 генерал-майор) барон фон Будберг, Алексей Павлович
- 28.03.1913-14.12.1914 — генерал-майор Корольков, Георгий Карпович
- 27.11.1919-31.01.1920 — подполковник Кононов, Константин Лукич

### Начальник артиллерии
- 06.06.1911-xx.xx.xxxx — генерал-майор Криштафович, Владимир Михайлович
- 25.07.1914-после 15.10.1916 — генерал-майор Сагатовский, Владимир Петрович

### Командиры 1-й артбригады
- 19.07.1906-22.04.1907 гг. — полковник Голяховский Тимофей Львович
- 25.06.1907-? гг. — полковник Макеев, Михаил Владимирович
- 26.10.1908-20.12.1911 гг. — полковник Алексеевский, Константин Алексеевич
- 4.02.1912-после 15.04.1914 гг. — генерал-майор Думбадзе, Иосиф Антонович

### Командиры 2-й артбригады
- 05.12.1910-xx.xx.1915 — полковник (с 06.12.1911 генерал-майор) Похитонов, Пётр Данилович
- xx.09.1915-xx.xx.xxxx — полковник (c 10.04.1916 генерал-майор) Аксенов, Михаил Львович

### Начальник сапёрной бригады
- 04.12.1909-20.12.1911 — генерал-майор Жданов, Степан Николаевич
- 20.12.1911-после 10.07.1916 — генерал-майор фон Агте, Антонин Аполлонович